# مفتاحيم
مفتاحيم (بالعبرية: מִבְטַחִים) هي موشب في جنوب إسرائيل شمال غرب صحراء النقب بالقرب من حدود قطاع غزة وتغطي مساحة قدرها 4000 دونم، وتقع تحت إدارة مجلس إشكول الإقليمي. في 2019 بلغ عدد سكانها 439 نسمة.

## التسمية
تعني كلمة مفتاحيم (بالعبرية: מִבְטַחִים): المساكن الآمنة، وهو مقتبس من سفر إشعياء 32: 18:
وَيَسْكُنُ شَعْبِي فِي مَسْكَنِ السَّلاَمِ، وَفِي مَسَاكِنَ مُطْمَئِنَّةٍ وَفِي مَحَلاَّتٍ أَمِينَةٍ.

## التاريخ
تأسست مفتاحيم في البداية في 7 يناير 1947 كمستوطنة لحركة العامل الصهيوني. في 22 أبريل 1948، وقع اشتباك عنيف بين الجيش البريطاني وحراس المستوطنة، حيث وصلت وحدات مسلحة بما في ذلك الدبابات إلى البوابات. خلال حرب 1948 قرر السكان إخلاء مفتاحيم والانضمام إلى سكان نيتسانيم لتأسيس مستوطنة جديدة. ولم يبق اليوم من المستوطنة الأولى إلا مبنى أمن.

في 1950، أنشئ موشب بجوار المستوطنة المهجورة من قبل المهاجرين من كردستان. وفي 1954 انضم إليهم مهاجرون من المغرب والمزيد من كردستان. تم استخدام الموشب كقاعدة لجنود المشاة في الجيش الإسرائيلي أثناء العدوان الثلاثي.

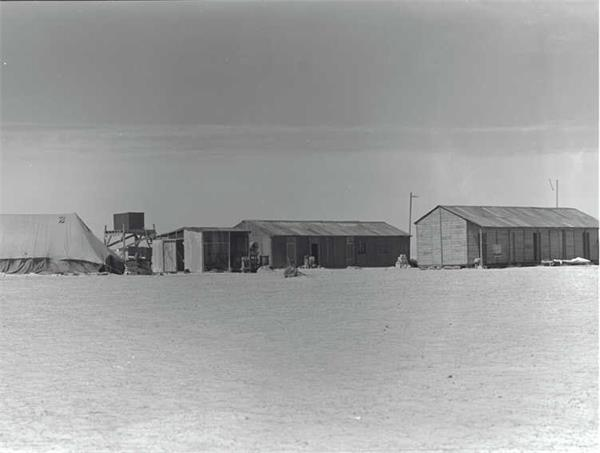
مفتاحيم 1947
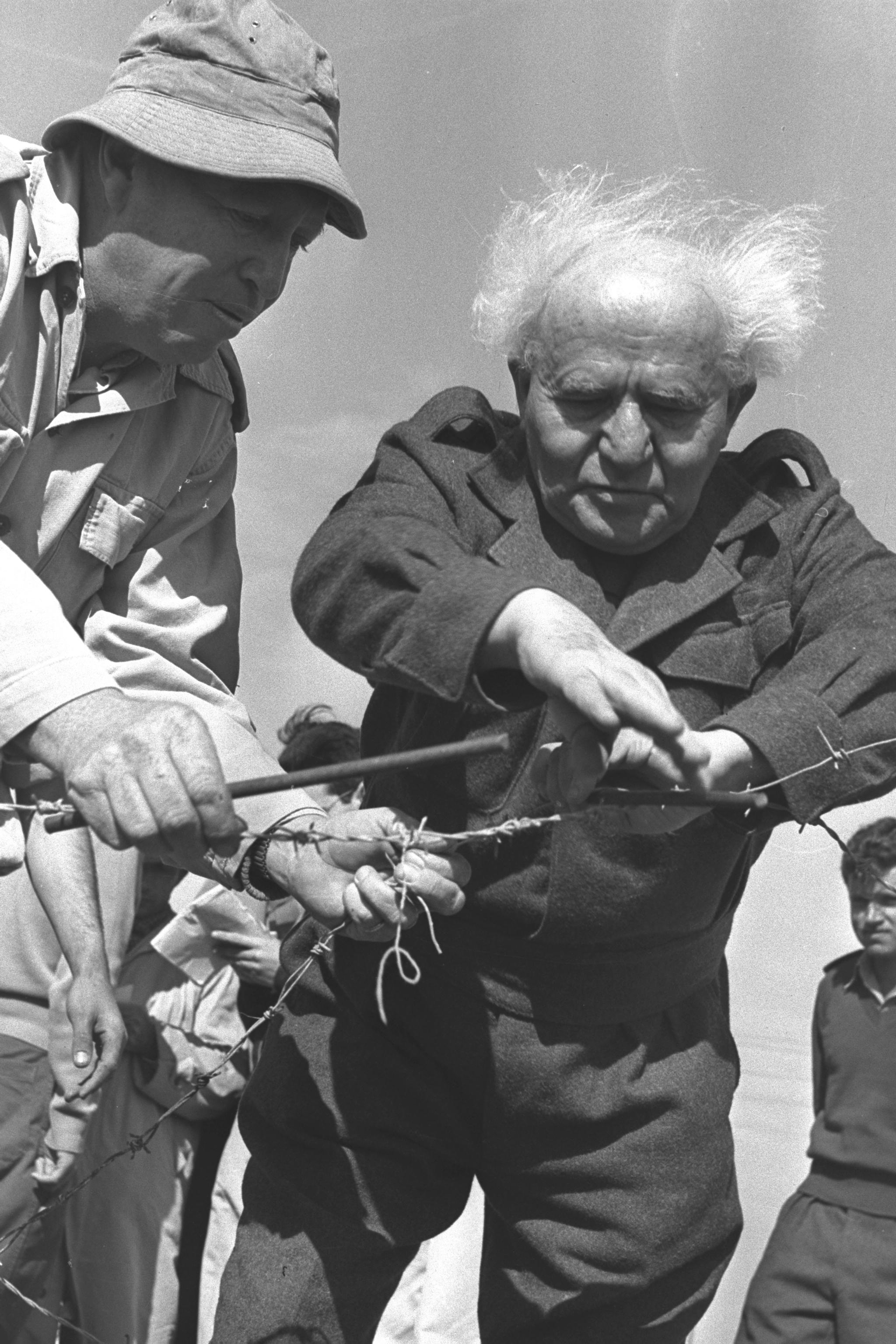
ديفيد بن غوريون يبني سياجًا أمنيًا في مفتاحيم في 1956